# Шенк, Самуэль Леопольд
Самуэль Леопольд Шенк (нем. Samuel Leopold Schenk; 23 августа 1840, Урмени, Королевство Венгрия, Австрийская империя — 17 августа 1902 , Шванберг (Штирия)) — австрийский врач-эмбриолог. Профессор.

## Биография
Из бедной еврейской семьи. В 1865 году окончил Венский университет. С 1868 года работал в Физиологическом институте руководителем практических работ.
В 1873 г. занял в качестве экстраординарного профессора кафедру эмбриологии в Венском университете.

## Научная деятельность
С. Шенк опубликовал целый ряд исследований над развитием яйца и органов чувств у низших позвоночных.
В 1878 году Шенк первым предпринял попытку искусственного оплодотворения яйцеклетки млекопитающих с использованием кроличьей яйцеклетки.
В 1898 г. приобрел громкую известность своей тeopией искусственного производства того или другого пола зародыша у млекопитающих и человека при помощи соответственного кормления родителей. Теории этой предшествовали многочисленные опыты, давшие, по словам учёного, достаточно основания для выработки общей теории. Теории его были сильно оспариваемы на международном съезде зоологов в Берлине в 1900 г., и С. Шенк подвергся сильным нападениям преимущественно своих австрийских коллег, которые обвинили С. Шенка в поспешности и недостаточной обоснованности теории. С. Шенк отвергал мысль о желании поднять шум вокруг своей теории, тем не менее он в 1900 г. вынужден был подать в отставку.
Автор значительного числа работ по эмбриологии, в том числе, учебник эмбриологии. Его теория oпpeделения пола вызвала богатую литературу; против нее высказались, между прочим, Р. Вирхов, В. Ру, Г. Мунк и другие.

## Избранные публикации
- «Untersuchungen über die erste Anlage des Gehörorgans der Batrachier» («Sitz. ber. Wiener Ak.», 1865);
- «Zur Entwicklungsgeschichte des Auges der Fische» (там же, 1866);
- «Lehrbuch der vergleichenden Embryologie» (Вена, 1874; 2-е изд. под заглавием «Lehrbuch der Embryologie des Menschen u. d. Wirbelthiere», 1896);
- «Die Eier von Raja quadrimaculata innerhalb der Eileiter» («Sitz. ber. etc.», 1875);
- «Die Keimenfäden der Knochenfische während der Entwickelung» (там же, 1875);
- «Die Entwicklungsgeschichte der Ganglien u. d. Lobus electricus» (там же, 1876).

В 1885 году С. Шенк был избран членом Академии наук Леопольдина.
В 1934 году его именем была названа улица в 14-м округе Вены — Пенцинг.